# Championnat du monde junior de hockey sur glace 2020
Navigation
Canada 2019 Canada 2021
Le Championnat du monde junior de hockey sur glace 2020 est la 44e édition de cette compétition de hockey sur glace junior organisée par la Fédération internationale de hockey sur glace (IIHF).
Le tournoi de la Division Élite, regroupant les meilleures nations, a lieu à Třinec et Ostrava  en Tchéquie du 26 décembre 2019 au 5 janvier 2020. Les cinq divisions inférieures sont disputées indépendamment du groupe Élite.

## Format de la compétition
Le Championnat du monde junior de hockey sur glace est un ensemble de plusieurs tournois regroupant les nations en fonction de leur niveau. Les meilleures équipes disputent le titre dans la Division Élite.
Les 10 équipes de la Division Élite sont scindées en deux poules de 5 où elles disputent un tour préliminaire. Les 4 meilleures sont qualifiées pour les quarts de finale. Les derniers de chaque poule s'affrontent dans un tour de relégation, au meilleur des 3 matches. Le perdant est relégué en Division IA.
Pour les autres divisions qui comptent 6 équipes (sauf la Division III qui en compte 8), les équipes s’affrontent entre elles et, à l'issue de cette compétition, le premier est promu dans la division supérieure et le dernier est relégué dans la division inférieure.
Lors des phases de poule, les points sont attribués ainsi :
- victoire : 3 points ;
- victoire en prolongation ou aux tirs de fusillade : 2 points ;
- défaite en prolongation ou aux tirs de fusillade : 1 point ;
- défaite : 0 point.

## Division Élite

### Lieu de la compétition
| \| Třinec Ostrava \| Localisation des villes de Třinec et Ostrava à l'est de la Tchéquie. |
| Třinec Ostrava                                                                            |

| Ostravar Aréna   | Werk Arena       |
|                  |                  |
| Capacité : 9 821 | Capacité : 5 118 |

### Officiels
La fédération internationale de hockey sur glace a sélectionné 12 arbitres et 10 juges de lignes pour cette compétition.
| - Michael Campbell - Ivan Fateev - Andreas Hernebring - Lassi Heikkinen - Oldřich Hejduk - Fraser Lawrence | - Sean MacFarlane - Sergey Morozov - Vladimir Pešina - André Schrader - Michael Tscherrig - Kristian Vikman |

| - Riley Bowles - Markus Hägerström - Cody Huseby - Vít Lederer - Ludvig Lundgren | - Jonas Merten - Tobias Nordlander - David Obwegeser - Nikita Shalagin - Šimon Synek |

### Équipes participantes
Les 4 premiers de chaque groupe sont qualifiés pour les quarts de finale tandis que les derniers de chaque groupe jouent un tour de relégation dont le perdant descend en division IA.
| Groupe A (à Třinec) | Groupe B (à Ostrava) |
| ------------------- | -------------------- |
| Finlande            | Allemagne IA         |
| Kazakhstan          | Canada               |
| Suisse              | États-Unis           |
| Suède               | Tchéquie H           |
| Slovaquie           | Russie               |

IA : Promu de la Division IA   -   H : pays hôte

### Tour préliminaire

#### Groupe A

##### Matches
| 26 décembre | Suisse | 5-3 (2-1, 1-2, 2-0) | Kazakhstan | Werk Arena 1 397 spectateurs |

| Feuille de match | Feuille de match | Feuille de match                | Feuille de match                                                                                   | Feuille de match                                                                            |
| ---------------- | --- | ------------------------------- | -------------------------------------------------------------------------------------------------- | ------------------------------------------------------------------------------------------- |
|                  | Verboon (Nussbaumer, Moser) — 2 min 49 s - Gerber (Aebischer) — 18 min 51 s (SN) - Salzgeber — 30 min 37 s - Wetter (Aebischer, Sopa) — 48 min 55 s Verboon — 53 min 54 s | 1-0 1-1 2-1 2-2 3-2 3-3 4-3 5-3 | - Moussorov (Boïko) — 15 min 10 s - Diomine (Bondarenko) — 24 min 54 s - Moussorov — 35 min 39 s - | Arbitrage : Oldřich Hejduk et Kristian Vikman Juges de lignes : Riley Bowles et Chad Huseby |
| Hollenstein      | Gardiens | Nourek                          | | Arbitrage : Oldřich Hejduk et Kristian Vikman Juges de lignes : Riley Bowles et Chad Huseby |
| 8 min            | Pénalités | 6 min                           | | Arbitrage : Oldřich Hejduk et Kristian Vikman Juges de lignes : Riley Bowles et Chad Huseby |
| 34               | Tirs | 19                              | | Arbitrage : Oldřich Hejduk et Kristian Vikman Juges de lignes : Riley Bowles et Chad Huseby |

| 26 décembre | Suède | 3-2 (pr) (0-1, 1-1, 1-0, 1-0) | Finlande | Werk Arena 4 471 spectateurs |

| Feuille de match | Feuille de match                                                                                         | Feuille de match    | Feuille de match                                                         | Feuille de match                                                                                 |
| ---------------- | --- | ------------------- | ------------------------------------------------------------------------ | ------------------------------------------------------------------------------------------------ |
|                  | - Höglander (Fagemo) — 21 min 5 s - Fagemo (Höglander) — 54 min 51 s Holtz (Berggren) — 64 min 55 s (SN) | 0-1 1-1 1-2 2-2 3-2 | Puistola (Honka, Tanus) — 16 min 21 s - Tanus (Puistola) — 33 min 35 s - | Arbitrage : Michael Campbell et Sergey Morozov Juges de lignes : Jonas Merten et Nikita Shalagin |
| Alnefelt         | Gardiens                                                                                                 | Annunen             |                                                                          | Arbitrage : Michael Campbell et Sergey Morozov Juges de lignes : Jonas Merten et Nikita Shalagin |
| 10 min           | Pénalités                                                                                                | 12 min              |                                                                          | Arbitrage : Michael Campbell et Sergey Morozov Juges de lignes : Jonas Merten et Nikita Shalagin |
| 48               | Tirs | 25                  |                                                                          | Arbitrage : Michael Campbell et Sergey Morozov Juges de lignes : Jonas Merten et Nikita Shalagin |

| 27 décembre | Slovaquie | 3-1 (0-0, 1-1, 2-0) | Kazakhstan | Werk Arena 4 915 spectateurs |

| Feuille de match | Feuille de match                                                                                                 | Feuille de match | Feuille de match                            | Feuille de match                                                                                   |
| ---------------- | --- | ---------------- | ------------------------------------------- | -------------------------------------------------------------------------------------------------- |
|                  | Okuliar (Kňažko, Čajkovič) — 24 min 49 s - Tkáč (Mrázik, Mudrák) — 57 min 4 s Džugan (Mudrák) — 59 min 53 s (CV) | 1-0 1-1 2-1 3-1  | - Moussorov (Boutenko) — 29 min 43 s (SN) - | Arbitrage : André Schrader et Michael Tscherrig Juges de lignes : Vít Lederer et Tobias Nordlander |
| Hlavaj           | Gardiens | Nourek           |                                             | Arbitrage : André Schrader et Michael Tscherrig Juges de lignes : Vít Lederer et Tobias Nordlander |
| 24 min           | Pénalités | 20 min           |                                             | Arbitrage : André Schrader et Michael Tscherrig Juges de lignes : Vít Lederer et Tobias Nordlander |
| 24               | Tirs | 23               |                                             | Arbitrage : André Schrader et Michael Tscherrig Juges de lignes : Vít Lederer et Tobias Nordlander |

| 28 décembre | Finlande | 8-1 (2-0, 5-1, 1-0) | Slovaquie | Werk Arena 4 915 spectateurs |

| Feuille de match | Feuille de match | Feuille de match                            | Feuille de match                             | Feuille de match                                                                            |
| ---------------- | --- | ------------------------------------------- | -------------------------------------------- | ------------------------------------------------------------------------------------------- |
|                  | Puistola (Oden, Tanus) — 4 min 52 s (SN) Ak. Räty (Aa. Räty, Ranta) — 13 min 21 s Oden (Puistola, Tanus) — 27 min 15 s (SN) Aa. Räty (Maccelli, Killinen) — 28 min 26 s Kokkonen (Ranta) — 33 min 14 s Erholtz (Thomson, Nousiainen) — 34 min 51 s - Ak. Räty (Maccelli, Heinola) — 39 min 30 s Petman (Hatakka) — 52 min 3 s | 1-0 2-0 3-0 4-0 5-0 6-0 6-1 7-1 8-1         | - Džugan (Tkáč, Mudrák) — 36 min 34 s (SN) - | Arbitrage : Ivan Fateev et Oldřich Hejduk Juges de lignes : Riley Bowles et David Obwegeser |
| Annunen          | Gardiens | Vyletelka (34 min 51 s) Hlavaj (25 min 9 s) |                                              | Arbitrage : Ivan Fateev et Oldřich Hejduk Juges de lignes : Riley Bowles et David Obwegeser |
| 10 min           | Pénalités | 18 min                                      |                                              | Arbitrage : Ivan Fateev et Oldřich Hejduk Juges de lignes : Riley Bowles et David Obwegeser |
| 40               | Tirs | 26                                          |                                              | Arbitrage : Ivan Fateev et Oldřich Hejduk Juges de lignes : Riley Bowles et David Obwegeser |

| 28 décembre | Suisse | 2-5 (0-2, 1-3, 1-0) | Suède | Werk Arena 4 109 spectateurs |

| Feuille de match                               | Feuille de match                                                                     | Feuille de match            | Feuille de match | Feuille de match                                                                                 |
| ---------------------------------------------- | ------------------------------------------------------------------------------------ | --------------------------- | --- | ------------------------------------------------------------------------------------------------ |
|                                                | - Kohler (Nussbaumer, Moser) — 39 min 47 s (SN) Gross (Kohler, Verboon) — 54 min 9 s | 0-1 0-2 0-3 0-4 0-5 1-5 2-5 | Fagemo (Söderström) — 3 min 25 s Fagemo (Höglander) — 9 min 58 s Höglander (Lundkvist, Sandin) — 21 min 28 s (SN) Henriksson (Raymond, Ginning) — 29 min 2 s Raymond (Berggren, Holtz) — 34 min 12 s (SN) - | Arbitrage : Sean MacFarlane et André Schrader Juges de lignes : Markus Hägerström et Vít Lederer |
| Hollenstein (29 min 2 s) Charlin (30 min 58 s) | Gardiens                                                                             | Alnefelt                    | | Arbitrage : Sean MacFarlane et André Schrader Juges de lignes : Markus Hägerström et Vít Lederer |
| 10 min                                         | Pénalités                                                                            | 16 min                      | | Arbitrage : Sean MacFarlane et André Schrader Juges de lignes : Markus Hägerström et Vít Lederer |
| 27                                             | Tirs                                                                                 | 27                          | | Arbitrage : Sean MacFarlane et André Schrader Juges de lignes : Markus Hägerström et Vít Lederer |

| 29 décembre | Kazakhstan | 1-7 (1-2, 0-2, 0-3) | Finlande | Werk Arena 3 012 spectateurs |

| Feuille de match | Feuille de match                                        | Feuille de match                | Feuille de match | Feuille de match                                                                                    |
| ---------------- | ------------------------------------------------------- | ------------------------------- | --- | --------------------------------------------------------------------------------------------------- |
|                  | - Bouialski (Assoukhanov, Diomine) — 10 min 13 s (SN) - | 0-1 1-1 1-2 1-3 1-4 1-5 1-6 1-7 | Puistola (Tanus, Heinola) — 6 min 1 s (SN) - Tanus (Oden, Puistola) — 14 min 31 s Maccelli (Thomson) — 20 min 54 s (SN) Aa. Räty (Ak. Räty, Heinola) — 32 min 37 s Puistola (Oden) — 47 min 6 s Kokkonen (Utunen) — 53 min 49 s Nousiainen (Maccelli, Killinen) — 57 min 58 s | Arbitrage : Fraser Lawrence et Vladimír Pešina Juges de lignes : Ludvig Lundgren et Nikita Shalagin |
| Kalmykov         | Gardiens                                                | Piiroinen                       | | Arbitrage : Fraser Lawrence et Vladimír Pešina Juges de lignes : Ludvig Lundgren et Nikita Shalagin |
| 10 min           | Pénalités                                               | 18 min                          | | Arbitrage : Fraser Lawrence et Vladimír Pešina Juges de lignes : Ludvig Lundgren et Nikita Shalagin |
| 22               | Tirs                                                    | 34                              | | Arbitrage : Fraser Lawrence et Vladimír Pešina Juges de lignes : Ludvig Lundgren et Nikita Shalagin |

| 30 décembre | Kazakhstan | 2-6 (0-1, 1-4, 1-1) | Suède | Werk Arena 2 375 spectateurs |

| Feuille de match | Feuille de match                                             | Feuille de match                | Feuille de match | Feuille de match                                                                            |
| ---------------- | ------------------------------------------------------------ | ------------------------------- | --- | ------------------------------------------------------------------------------------------- |
|                  | - Boïko — 31 min 38 s - Moussorov (Gaïtamirov) — 53 min 57 s | 0-1 0-2 0-3 0-4 0-5 1-5 1-6 2-6 | Fagemo (Höglander, Sandin) — 15 min 12 s Fagemo (Sandin, Lundkvist) — 22 min 37 s (SN) Öberg (Nässén) — 24 min 8 s Höglander (D. Gustafsson) — 27 min 40 s (SN) Berggren (Holtz, Pasic) — 30 min 57 s (SN) - Raymond (Henriksson, Lundkvist) — 51 min 13 s - | Arbitrage : Lassi Heikkinen et Oldrich Hejduk Juges de lignes : Riley Bowles et Simon Synek |
| Nourek           | Gardiens                                                     | Eliasson                        | | Arbitrage : Lassi Heikkinen et Oldrich Hejduk Juges de lignes : Riley Bowles et Simon Synek |
| 8 min            | Pénalités                                                    | 4 min                           | | Arbitrage : Lassi Heikkinen et Oldrich Hejduk Juges de lignes : Riley Bowles et Simon Synek |
| 19               | Tirs                                                         | 35                              | | Arbitrage : Lassi Heikkinen et Oldrich Hejduk Juges de lignes : Riley Bowles et Simon Synek |

| 30 décembre | Slovaquie | 2-7 (0-3, 1-2, 1-2) | Suisse | Werk Arena 4 915 spectateurs |

| Feuille de match                             | Feuille de match                                                                            | Feuille de match                    | Feuille de match | Feuille de match                                                                              |
| -------------------------------------------- | ------------------------------------------------------------------------------------------- | ----------------------------------- | --- | --------------------------------------------------------------------------------------------- |
|                                              | - Faško-Rudáš (Okuliar) — 38 min 34 s (IN) - Džugan (Čajkovič, Mudrák) — 46 min 37 s (SN) - | 0-1 0-2 0-3 0-4 1-4 1-5 2-5 2-6 2-7 | Kohler (Berni, Nussbaumer) — 7 min 55 s Kohler (Nussbaumer, Moser) — 10 min 4 s (SN) Nussbaumer (Verboon) — 14 min 49 s Knak (Jobin) — 33 min 21 s - Schmid (Aebischer, Verboon) — 39 min 55 s (JS) - Henauer (Nussbaumer, Moser) — 50 min 9 s (SN) Verboon (Kohler) — 52 min 27 s | Arbitrage : Michael Campbell et Vladimír Pešina Juges de lignes : Vít Lederer et Jonas Merten |
| Hlavaj (14 min 49 s) Vyletelka (45 min 11 s) | Gardiens                                                                                    | Hollenstein                         | | Arbitrage : Michael Campbell et Vladimír Pešina Juges de lignes : Vít Lederer et Jonas Merten |
| 12 min                                       | Pénalités                                                                                   | 14 min                              | | Arbitrage : Michael Campbell et Vladimír Pešina Juges de lignes : Vít Lederer et Jonas Merten |
| 29                                           | Tirs                                                                                        | 26                                  | | Arbitrage : Michael Campbell et Vladimír Pešina Juges de lignes : Vít Lederer et Jonas Merten |

| 31 décembre | Suède | 6-2 (3-0, 2-0, 1-2) | Slovaquie | Werk Arena 4 154 spectateurs |

| Feuille de match | Feuille de match | Feuille de match                | Feuille de match                                                                   | Feuille de match                                                                               |
| ---------------- | --- | ------------------------------- | ---------------------------------------------------------------------------------- | ---------------------------------------------------------------------------------------------- |
|                  | Holtz (Söderström, Raymond) — 8 min 59 s Eriksson (Henriksson, Bäck) — 9 min 14 s Broberg (Nässén) — 13 min 16 s (IN) Bäck (Ginning, Berggren) — 25 min 8 s Holtz (Söderström, Berggren) — 36 min 9 s (SN) - Fagemo (Höglander) — 59 min 44 s (SN) | 1-0 2-0 3-0 4-0 5-0 5-1 5-2 6-2 | - Kováčik (Okuliar, Stacha) — 45 min 17 s (SN) Džugan (Faško-Rudáš) — 58 min 3 s - | Arbitrage : Fraser Lawrence et André Schrader Juges de lignes : Chad Huseby et David Obwegeser |
| Alnefelt         | Gardiens | Hlavaj                          |                                                                                    | Arbitrage : Fraser Lawrence et André Schrader Juges de lignes : Chad Huseby et David Obwegeser |
| 14 min           | Pénalités | 20 min                          |                                                                                    | Arbitrage : Fraser Lawrence et André Schrader Juges de lignes : Chad Huseby et David Obwegeser |
| 42               | Tirs | 18                              |                                                                                    | Arbitrage : Fraser Lawrence et André Schrader Juges de lignes : Chad Huseby et David Obwegeser |

| 31 décembre | Finlande | 2-5 (1-0, 1-3, 0-2) | Suisse | Werk Arena 1 573 spectateurs |

| Feuille de match | Feuille de match                                                                       | Feuille de match            | Feuille de match | Feuille de match                                                                                        |
| ---------------- | -------------------------------------------------------------------------------------- | --------------------------- | --- | --- |
|                  | Honka (Heinola, Tanus) — 12 min 49 s (SN) - Oden (Thomson, Nousiainen) — 28 min 33 s - | 1-0 1-1 1-2 2-2 2-3 2-4 2-5 | - Berri (Schmid) — 20 min 19 s Jobin (Aebischer, Patry) — 22 min 18 s - Berri (Wetter, Schmid) — 36 min 3 s Knak (Berni, Aebischer) — 50 min 3 s Nussbaumer — 59 min 48 s (IN + CV) | Arbitrage : Andreas Harnebring et Sergey Morozov Juges de lignes : Ludvig Lundgren et Tobias Nordlander |
| Annunen          | Gardiens                                                                               | Charlin                     | | Arbitrage : Andreas Harnebring et Sergey Morozov Juges de lignes : Ludvig Lundgren et Tobias Nordlander |
| 6 min            | Pénalités                                                                              | 8 min                       | | Arbitrage : Andreas Harnebring et Sergey Morozov Juges de lignes : Ludvig Lundgren et Tobias Nordlander |
| 38               | Tirs                                                                                   | 22                          | | Arbitrage : Andreas Harnebring et Sergey Morozov Juges de lignes : Ludvig Lundgren et Tobias Nordlander |

##### Classement
| Clt   | Équipe     | PJ | V | VP | D | DP | BP | BC | Diff | Pts |
| ----- | ---------- | -- | - | -- | - | -- | -- | -- | ---- | --- |
| +001, | Suède      | 4  | 3 | 1  | 0 | 0  | 20 | 8  | +12  | 11  |
| +002, | Suisse     | 4  | 3 | 0  | 1 | 0  | 19 | 12 | +7   | 9   |
| +003, | Finlande   | 4  | 2 | 0  | 1 | 1  | 19 | 10 | +9   | 7   |
| +004, | Slovaquie  | 4  | 1 | 0  | 3 | 0  | 8  | 22 | -14  | 3   |
| +005, | Kazakhstan | 4  | 0 | 0  | 4 | 0  | 7  | 21 | -14  | 0   |

- Qualifié pour les quarts de finale
- Joue le tour de relégation

#### Groupe B

##### Matches
| 26 décembre | Tchéquie | 4-3 (2-2, 2-1, 0-0) | Russie | Ostravar Aréna 8 693 spectateurs |

| Feuille de match | Feuille de match | Feuille de match                        | Feuille de match | Feuille de match                                                                                |
| ---------------- | --- | --------------------------------------- | --- | ----------------------------------------------------------------------------------------------- |
|                  | Kubíček (Jeník, Teplý) — 2 min 46 s (SN) Myšák (Teplý) — 7 min 41 s - Blümel — 25 min 31 s - Jeník (Teplý, Šír) — 37 min 25 s (2 SN) | 1-0 2-0 2-1 2-2 3-2 3-3 4-3             | - Zamoula (Khovanov, Denissenko) — 10 min 19 s Podkolzine (Martchenko, Romanov) — 14 min 32 s - Zamula (Voronkov, Aleksandrov) — 26 min 16 s - | Arbitrage : Fraser Lawrence et Sean MacFarlane Juges de lignes : David Obwegeser et Šimon Synek |
| Dostál           | Gardiens | Askarov (40 min) Miftakhov (19 min 7 s) | | Arbitrage : Fraser Lawrence et Sean MacFarlane Juges de lignes : David Obwegeser et Šimon Synek |
| 12 min           | Pénalités | 26 min                                  | | Arbitrage : Fraser Lawrence et Sean MacFarlane Juges de lignes : David Obwegeser et Šimon Synek |
| 22               | Tirs | 36                                      | | Arbitrage : Fraser Lawrence et Sean MacFarlane Juges de lignes : David Obwegeser et Šimon Synek |

| 26 décembre | Canada | 6-4 (0-2, 3-0, 3-2) | États-Unis | Ostravar Aréna 8 693 spectateurs |

| Feuille de match | Feuille de match | Feuille de match                        | Feuille de match | Feuille de match                                                                                        |
| ---------------- | --- | --------------------------------------- | --- | --- |
|                  | - McMichael (Thomas) — 23 min 31 s Hayton (Lafrenière) — 26 min 34 s (SN) Foote (Smith) — 33 min 3 s (SN) Hayton (Lafrenière, Veleno) — 50 min 47 s (SN) - Lafrenière — 56 min 49 s Dellandrea (Lafrenière) — 58 min 50 s (CV) | 0-1 0-2 1-2 2-2 3-2 4-2 4-3 4-4 5-4 6-4 | Pinto (Jones, Brink) — 3 min 10 s (SN) Kaliyev (Zegras, Turcotte) — 18 min 32 s (SN) - Robertson (Wahlstrom, Pinto) — 52 min 45 s Pinto (Robertson) — 56 min 42 s (SN) - | Arbitrage : Andreas Harneberg et Lassi Heikkinen Juges de lignes : Markus Hägerström et Ludvig Lundgren |
| Daws             | Gardiens | Knight                                  | | Arbitrage : Andreas Harneberg et Lassi Heikkinen Juges de lignes : Markus Hägerström et Ludvig Lundgren |
| 10 min           | Pénalités | 10 min                                  | | Arbitrage : Andreas Harneberg et Lassi Heikkinen Juges de lignes : Markus Hägerström et Ludvig Lundgren |
| 32               | Tirs | 32                                      | | Arbitrage : Andreas Harneberg et Lassi Heikkinen Juges de lignes : Markus Hägerström et Ludvig Lundgren |

| 27 décembre | Allemagne | 3-6 (1-2, 2-2, 0-2) | États-Unis | Ostravar Aréna 5 013 spectateurs |

| Feuille de match | Feuille de match | Feuille de match                    | Feuille de match | Feuille de match                                                                            |
| ---------------- | --- | ----------------------------------- | --- | ------------------------------------------------------------------------------------------- |
|                  | Peterka (Stützle, Bokk) — 2 min 32 s (SN) - Peterka (Seider, Bokk) — 22 min 53 s (SN) Bokk (Schütz, Reichel) — 28 min 36 s - | 1-0 1-1 1-2 2-2 3-2 3-3 3-4 3-5 3-6 | - Harris (Zegras, Kaliyev) — 7 min 4 s Jones (Zegras, Pinto) — 18 min 37 s - Pinto (Zegras, Miller) — 34 min 16 s Hall (Zegras, Pivonka) — 38 min 31 s Brink (Robertson, Wahlstrom) — 47 min 18 s (SN) Wahlstrom (Pinto) — 50 min 51 s | Arbitrage : Ivan Fateev et Vladimír Pešina Juges de lignes : Nikita Shalagin et Šimon Synek |
| Ancicka          | Gardiens | Wolf                                | | Arbitrage : Ivan Fateev et Vladimír Pešina Juges de lignes : Nikita Shalagin et Šimon Synek |
| 8 min            | Pénalités | 12 min                              | | Arbitrage : Ivan Fateev et Vladimír Pešina Juges de lignes : Nikita Shalagin et Šimon Synek |
| 20               | Tirs | 29                                  | | Arbitrage : Ivan Fateev et Vladimír Pešina Juges de lignes : Nikita Shalagin et Šimon Synek |

| 28 décembre | Tchéquie | 3-4 (1-2, 0-1, 2-1) | Allemagne | Ostravar Aréna 8 693 spectateurs |

| Feuille de match | Feuille de match                                                                                          | Feuille de match            | Feuille de match | Feuille de match                                                                                 |
| ---------------- | --- | --------------------------- | --- | ------------------------------------------------------------------------------------------------ |
|                  | - Haš (Pekař, Pytlík) — 16 min 41 s (SN) - Jeník (Haš) — 49 min 17 s Zábranský (Haš) — 52 min 30 s (2 SN) | 0-1 0-2 1-2 1-3 1-4 2-4 3-4 | Reichel (Lobach) — 1 min 41 s (SN) Peterka (Stützle, Seider) — 7 min 31 s - Bokk (Seider, Jentzsch) — 33 min 22 s (2 SN) Bokk (Jentzsch, Seider) — 47 min 33 s (SN) - | Arbitrage : Michael Campbell et Lassi Heikkinen Juges de lignes : Chad Huseby et Ludvig Lundgren |
| Dostál           | Gardiens                                                                                                  | Hane                        | | Arbitrage : Michael Campbell et Lassi Heikkinen Juges de lignes : Chad Huseby et Ludvig Lundgren |
| 38 min           | Pénalités                                                                                                 | 32 min                      | | Arbitrage : Michael Campbell et Lassi Heikkinen Juges de lignes : Chad Huseby et Ludvig Lundgren |
| 30               | Tirs | 25                          | | Arbitrage : Michael Campbell et Lassi Heikkinen Juges de lignes : Chad Huseby et Ludvig Lundgren |

| 28 décembre | Russie | 6-0 (3-0, 3-0, 0-0) | Canada | Ostravar Aréna 8 693 spectateurs |

| Feuille de match | Feuille de match | Feuille de match                       | Feuille de match | Feuille de match                                                                                     |
| ---------------- | --- | -------------------------------------- | ---------------- | --- |
|                  | Khovanov — 1 min 44 s Dorofeïev (Aleksandrov, Jouravliov) — 10 min 14 s Rtichtchev (Pylenkov, Krouglov) — 13 min 43 s Aleksandrov (Voronkov) — 22 min 18 s Sokolov (Zamoula, Denissenko) — 33 min 9 s Denissenko (Khovanov) — 36 min 24 s | 1-0 2-0 3-0 4-0 5-0 6-0                |                  | Arbitrage : Michael Tscherrig et Kristian Vikman Juges de lignes : Jonas Merten et Tobias Nordlander |
| Miftakhov        | Gardiens | Daws (22 min 18 s) Hofer (37 min 42 s) |                  | Arbitrage : Michael Tscherrig et Kristian Vikman Juges de lignes : Jonas Merten et Tobias Nordlander |
| 16 min           | Pénalités | 8 min                                  |                  | Arbitrage : Michael Tscherrig et Kristian Vikman Juges de lignes : Jonas Merten et Tobias Nordlander |
| 40               | Tirs | 28                                     |                  | Arbitrage : Michael Tscherrig et Kristian Vikman Juges de lignes : Jonas Merten et Tobias Nordlander |

| 29 décembre | États-Unis | 3-1 (0-0, 2-0, 1-1) | Russie | Ostravar Aréna 8 693 spectateurs |

| Feuille de match | Feuille de match | Feuille de match | Feuille de match                                 | Feuille de match                                                                                |
| ---------------- | --- | ---------------- | ------------------------------------------------ | ----------------------------------------------------------------------------------------------- |
|                  | Kaliyev (Zegras, Caufield) — 36 min 41 s (SN) Robertson (Wahlstrom) — 36 min 47 s Kaliyev (Zegras, Drury) — 41 min 20 s - | 1-0 2-0 3-0 3-1  | - Romanov (Jouravliov, Aleksandrov) — 43 min 4 s | Arbitrage : Michael Campbell et Andreas Harnebring Juges de lignes : Chad Huseby et Vit Lederer |
| Knight           | Gardiens | Askarov          |                                                  | Arbitrage : Michael Campbell et Andreas Harnebring Juges de lignes : Chad Huseby et Vit Lederer |
| 16 min           | Pénalités | 26 min           |                                                  | Arbitrage : Michael Campbell et Andreas Harnebring Juges de lignes : Chad Huseby et Vit Lederer |
| 24               | Tirs | 26               |                                                  | Arbitrage : Michael Campbell et Andreas Harnebring Juges de lignes : Chad Huseby et Vit Lederer |

| 30 décembre | Allemagne | 1-4 (0-1, 0-2, 1-1) | Canada | Ostravar Aréna 6 102 spectateurs |

| Feuille de match | Feuille de match                                   | Feuille de match    | Feuille de match | Feuille de match                                                                                     |
| ---------------- | -------------------------------------------------- | ------------------- | --- | --- |
|                  | - Valenti (Stützle, Schütz) — 58 min 53 s (2 SN) - | 0-1 0-2 0-3 1-3 1-4 | Foote (Bahl) — 11 min 50 s Foudy (Dellandrea, McIsaac) — 32 min 24 s Addison (Foote, Cozens) — 34 min 1 s (2 SN) - Dellandrea (Foudy, McIsaac) — 59 min 50 s (IN + CV) | Arbitrage : Sean MacFarlane et Sergey Morozov Juges de lignes : Markus Hägerström et Nikita Shalagin |
| Hane             | Gardiens                                           | Hofer               | | Arbitrage : Sean MacFarlane et Sergey Morozov Juges de lignes : Markus Hägerström et Nikita Shalagin |
| 8 min            | Pénalités                                          | 12 min              | | Arbitrage : Sean MacFarlane et Sergey Morozov Juges de lignes : Markus Hägerström et Nikita Shalagin |
| 19               | Tirs                                               | 26                  | | Arbitrage : Sean MacFarlane et Sergey Morozov Juges de lignes : Markus Hägerström et Nikita Shalagin |

| 30 décembre | États-Unis | 4-3 (pr) (1-2, 2-0, 0-1, 1-0) | Tchéquie | Ostravar Aréna 8 693 spectateurs |

| Feuille de match | Feuille de match | Feuille de match            | Feuille de match | Feuille de match                                                                                     |
| ---------------- | --- | --------------------------- | --- | --- |
|                  | Pinto (Robertson, Wahlstrom) — 3 min 45 s (SN) - Kaliyev (Zegras, Miller) — 21 min 19 s Drury (Zegras, Kaliyev) — 26 min 1 s - Caufield (Turcotte) — 63 min 14 s | 1-0 1-1 1-2 2-2 3-2 3-3 4-3 | - Zábranský (Klikorka) — 9 min 35 s Zábranský (Teplý, Plášek) — 18 min 16 s (2 SN) - Čajka (Kubíček) — 48 min 41 s (SN) - | Arbitrage : André Schrader et Kristian Vikman Juges de lignes : Tobias Nordlander et David Obwegeser |
| Knight           | Gardiens | Pařík                       | | Arbitrage : André Schrader et Kristian Vikman Juges de lignes : Tobias Nordlander et David Obwegeser |
| 12 min           | Pénalités | 14 min                      | | Arbitrage : André Schrader et Kristian Vikman Juges de lignes : Tobias Nordlander et David Obwegeser |
| 43               | Tirs | 29                          | | Arbitrage : André Schrader et Kristian Vikman Juges de lignes : Tobias Nordlander et David Obwegeser |

| 31 décembre | Russie | 6-1 (2-0, 3-0, 1-1) | Allemagne | Ostravar Aréna 4 628 spectateurs |

| Feuille de match | Feuille de match | Feuille de match               | Feuille de match              | Feuille de match                                                                                 |
| ---------------- | --- | ------------------------------ | ----------------------------- | ------------------------------------------------------------------------------------------------ |
|                  | Martchenko (Aleksandrov, Morozov) — 6 min 10 s Martchenko (Podkolzine, Voronkov) — 13 min 19 s Denissenko (Khovanov) — 34 min 19 s () Dorofeïev (Martchenko, Romanov) — 34 min 59 s (SN) Dorofeïev (Martchenko, Romanov) — 38 min 40 s (SN) Voronkov (Martchenko, Podkolzine) — 40 min 38 s - | 1-0 2-0 3-0 4-0 5-0 6-0 6-1    | - Kinder (Mass) — 57 min 43 s | Arbitrage : Lassi Heikkinen et Oldřich Hejduk Juges de lignes : Markus Hägerström et Šimon Synek |
| Askarov          | Gardiens | Hane (40 min) Ancicka (20 min) |                               | Arbitrage : Lassi Heikkinen et Oldřich Hejduk Juges de lignes : Markus Hägerström et Šimon Synek |
| 12 min           | Pénalités | 10 min                         |                               | Arbitrage : Lassi Heikkinen et Oldřich Hejduk Juges de lignes : Markus Hägerström et Šimon Synek |
| 31               | Tirs | 23                             |                               | Arbitrage : Lassi Heikkinen et Oldřich Hejduk Juges de lignes : Markus Hägerström et Šimon Synek |

| 31 décembre | Canada | 7-2 (4-0, 2-2, 1-0) | Tchéquie | Ostravar Aréna 8 693 spectateurs |

| Feuille de match | Feuille de match | Feuille de match                        | Feuille de match                                                                               | Feuille de match                                                                            |
| ---------------- | --- | --------------------------------------- | ---------------------------------------------------------------------------------------------- | ------------------------------------------------------------------------------------------- |
|                  | Veleno (Hayton, Addison) — 4 min 41 s (SN) Foote (Byram, Smith) — 9 min 57 s (SN) Hayton (Cozens, Veleno) — 13 min 29 s (SN) McMichael (Cozens, Hayton) — 14 min 30 s (SN) - Foudy (Smith) — 31 min 34 s Cozens (Addison, Hayton) — 32 min 30 s (SN) McIsaac (Cozens, Veleno) — 50 min | 1-0 2-0 3-0 4-0 4-1 4-2 5-2 6-2 7-2     | - Střondala (Kubíček, Teplý) — 31 min 10 s (SN) Zábranský (Myšák, Klikorka) — 31 min 242 s - - | Arbitrage : Ivan Fateev et Michael Tscherrig Juges de lignes : Riley Bowles et Jonas Merten |
| Hofer            | Gardiens | Pařík (14 min 30 s) Malík (45 min 30 s) |                                                                                                | Arbitrage : Ivan Fateev et Michael Tscherrig Juges de lignes : Riley Bowles et Jonas Merten |
| 8 min            | Pénalités | 39 min                                  |                                                                                                | Arbitrage : Ivan Fateev et Michael Tscherrig Juges de lignes : Riley Bowles et Jonas Merten |
| 31               | Tirs | 19                                      |                                                                                                | Arbitrage : Ivan Fateev et Michael Tscherrig Juges de lignes : Riley Bowles et Jonas Merten |

##### Classement
| Clt   | Équipe     | PJ | V | VP | D | DP | BP | BC | Diff | Pts |
| ----- | ---------- | -- | - | -- | - | -- | -- | -- | ---- | --- |
| +001, | Canada     | 4  | 3 | 0  | 1 | 0  | 17 | 13 | +4   | 9   |
| +002, | États-Unis | 4  | 2 | 1  | 1 | 0  | 17 | 13 | +4   | 8   |
| +003, | Russie     | 4  | 2 | 0  | 2 | 0  | 16 | 8  | +8   | 6   |
| +004, | Tchéquie   | 4  | 1 | 0  | 2 | 1  | 12 | 18 | -6   | 4   |
| +005, | Allemagne  | 4  | 1 | 0  | 3 | 0  | 9  | 19 | -10  | 3   |

- Qualifié pour les quarts de finale
- Joue le tour de relégation

### Tour de relégation
| 2 janvier | Allemagne | 4-0 (0-0, 2-0, 2-0) | Kazakhstan | Ostravar Aréna 1 022 spectateurs |

| Feuille de match | Feuille de match | Feuille de match | Feuille de match | Feuille de match                                                                                  |
| ---------------- | --- | ---------------- | ---------------- | ------------------------------------------------------------------------------------------------- |
|                  | Reichel (Peterka, Wirt) — 21 min 21 s Brune (Valenti, Fleischer) — 31 min 48 s Peterka (Stützle, Reichel) — 41 min 9 s Bokk (Seider, Stützle) — 51 min 47 s (2 SN) | 1-0 2-0 3-0 4-0  |                  | Arbitrage : Oldřich Hejduk et Vladimír Pešina Juges de lignes : Riley Bowles et Markus Hägerström |
| Hane             | Gardiens | Nourek           |                  | Arbitrage : Oldřich Hejduk et Vladimír Pešina Juges de lignes : Riley Bowles et Markus Hägerström |
| 6 min            | Pénalités | 12 min           |                  | Arbitrage : Oldřich Hejduk et Vladimír Pešina Juges de lignes : Riley Bowles et Markus Hägerström |
| 35               | Tirs | 23               |                  | Arbitrage : Oldřich Hejduk et Vladimír Pešina Juges de lignes : Riley Bowles et Markus Hägerström |

| 4 janvier | Kazakhstan | 4-1 (1-0, 1-0, 2-1) | Allemagne | Ostravar Aréna 1 489 spectateurs |

| Feuille de match | Feuille de match | Feuille de match    | Feuille de match                       | Feuille de match                                                                                    |
| ---------------- | --- | ------------------- | -------------------------------------- | --------------------------------------------------------------------------------------------------- |
|                  | Aleksandrov (Saïko) — 4 min 39 s Boïko (Moussorov) — 25 min 5 s Aleksandrov (Chaïkhmeddenov) — 41 min 32 s Tchaporov (Moussorov) — 56 min 27 s (CV) - | 1-0 2-0 3-0 4-0 4-1 | - Schinko (Wirt, Kinder) — 58 min 31 s | Arbitrage : Oldřich Hejduk et Michael Tscherrig Juges de lignes : Riley Bowles et Tobias Nordlander |
| Nourek           | Gardiens | Hane                |                                        | Arbitrage : Oldřich Hejduk et Michael Tscherrig Juges de lignes : Riley Bowles et Tobias Nordlander |
| 12 min           | Pénalités | 6 min               |                                        | Arbitrage : Oldřich Hejduk et Michael Tscherrig Juges de lignes : Riley Bowles et Tobias Nordlander |
| 22               | Tirs | 44                  |                                        | Arbitrage : Oldřich Hejduk et Michael Tscherrig Juges de lignes : Riley Bowles et Tobias Nordlander |

| 5 janvier | Allemagne | 6-0 (1-0, 4-0, 1-0) | Kazakhstan | Ostravar Aréna 1 124 spectateurs |

| Feuille de match | Feuille de match | Feuille de match        | Feuille de match | Feuille de match                                                                                   |
| ---------------- | --- | ----------------------- | ---------------- | -------------------------------------------------------------------------------------------------- |
|                  | Bokk (Jentzsch, Seider) — 12 min 18 s Bokk (Hüttl, Mik) — 30 min 12 s Fleischer (Valenti, Schinko) — 31 min 35 s Reichel (Peterka) — 33 min 3 s Heinzinger (Jentzsch, Schütz) — 34 min 27 s Mik (Mass, Schütz) — 55 min 45 s | 1-0 2-0 3-0 4-0 5-0 6-0 |                  | Arbitrage : Sergey Morozov et Michael Tscherrig Juges de lignes : Markus Hägerström et Vít Lederer |
| Hane             | Gardiens | Nourek                  |                  | Arbitrage : Sergey Morozov et Michael Tscherrig Juges de lignes : Markus Hägerström et Vít Lederer |
| 20 min           | Pénalités | 2 min                   |                  | Arbitrage : Sergey Morozov et Michael Tscherrig Juges de lignes : Markus Hägerström et Vít Lederer |
| 40               | Tirs | 27                      |                  | Arbitrage : Sergey Morozov et Michael Tscherrig Juges de lignes : Markus Hägerström et Vít Lederer |

### Tour final

#### Tableau
|  | Quarts de finale | Quarts de finale |           |           | Demi-finales           | Demi-finales           |   |  | Finale    | Finale    |
|  | Quarts de finale | Quarts de finale |           |           | Demi-finales           | Demi-finales           |   |  | Finale    | Finale    |
|  |                  |                  |           |           |                        |                        |   |  |           |           |
|  | 2 janvier        | 2 janvier        |           |           | 4 janvier              | 4 janvier              |   |  | 5 janvier | 5 janvier |
|  | 2 janvier        | 2 janvier        |           |           | 4 janvier              | 4 janvier              |   |  | 5 janvier | 5 janvier |
|  | Suède            | 5                |           |           | 4 janvier              | 4 janvier              |   |  | 5 janvier | 5 janvier |
|  | Suède            | 5                |           |           | 4 janvier              | 4 janvier              |   |  | 5 janvier | 5 janvier |
|  | Tchéquie         | 0                |           |           | 4 janvier              | 4 janvier              |   |  | 5 janvier | 5 janvier |
|  | Tchéquie         | 0                | Suède     | 4         |                        |                        |   |  | 5 janvier | 5 janvier |
|  | 2 janvier        |                  | Suède     | 4         |                        |                        |   |  | 5 janvier | 5 janvier |
|  |                  | Russie           | 5 P       |           |                        |                        |   |  | 5 janvier | 5 janvier |
|  | Suisse           | Russie           | 5 P       | 1         |                        |                        |   |  | 5 janvier | 5 janvier |
|  | Suisse           |                  |           | 1         |                        |                        |   |  | 5 janvier | 5 janvier |
|  | Russie           | 3                |           |           |                        |                        |   |  | 5 janvier | 5 janvier |
|  | Russie           | 3                | Russie    | 3         |                        |                        |   |  |           |           |
|  | 2 janvier        |                  | Russie    | 3         |                        |                        |   |  |           |           |
|  |                  | Canada           | 4         |           |                        |                        |   |  |           |           |
|  | Canada           | Canada           | 4         | 6         |                        |                        |   |  |           |           |
|  | Canada           | 4 janvier        |           | 6         |                        |                        |   |  |           |           |
|  | Slovaquie        | 1                |           |           |                        |                        |   |  |           |           |
|  | Slovaquie        | 1                | Canada    | 5         |                        |                        |   |  |           |           |
|  | 2 janvier        | 2 janvier        | Canada    | 5         | Match pour la 3e place | Match pour la 3e place |   |  |           |           |
|  | 2 janvier        | 2 janvier        |           | Finlande  | Match pour la 3e place | Match pour la 3e place | 0 |  |           |           |
|  | États-Unis       | 0                | 5 janvier | 5 janvier |                        |                        | 0 |  |           |           |
|  | États-Unis       | 0                | 5 janvier | 5 janvier |                        |                        |   |  |           |           |
|  | Finlande         | 1                |           | Suède     | 3                      |                        |   |  |           |           |
|  | Finlande         | 1                |           | Suède     | 3                      |                        |   |  |           |           |
|  |                  |                  |           |           |                        |                        |   |  | Finlande  | 2         |
|  |                  |                  |           |           |                        |                        |   |  | Finlande  | 2         |

P : Prolongation

#### Quarts de finale
| 2 janvier | Suisse | 1-3 (0-0, 1-3, 0-0) | Russie | Werk Arena 3 158 spectateurs |

| Feuille de match | Feuille de match                 | Feuille de match | Feuille de match | Feuille de match                                                                                   |
| ---------------- | -------------------------------- | ---------------- | --- | -------------------------------------------------------------------------------------------------- |
|                  | - Jobin (Salzgeber) — 27 min 8 s | 0-1 1-1 1-2 1-3  | Voronkov (Denissenko, Aleksandrov) — 21 min 12 s - Khovanov (Denissenko) — 34 min 7 s Voronkov (Khovanov, Zamoula) — 38 min 13 s (SN) | Arbitrage : Michael Campbell et Lassi Heikkinen Juges de lignes : Vít Lederer et Tobias Nordlander |
| Hollenstein      | Gardiens                         | Askarov          | | Arbitrage : Michael Campbell et Lassi Heikkinen Juges de lignes : Vít Lederer et Tobias Nordlander |
| 14 min           | Pénalités                        | 10 min           | | Arbitrage : Michael Campbell et Lassi Heikkinen Juges de lignes : Vít Lederer et Tobias Nordlander |
| 15               | Tirs                             | 36               | | Arbitrage : Michael Campbell et Lassi Heikkinen Juges de lignes : Vít Lederer et Tobias Nordlander |

| 2 janvier | Canada | 6-1 (1-0, 4-0, 1-1) | Slovaquie | Ostravar Aréna 7 074 spectateurs |

| Feuille de match | Feuille de match | Feuille de match            | Feuille de match                  | Feuille de match                                                                                   |
| ---------------- | --- | --------------------------- | --------------------------------- | -------------------------------------------------------------------------------------------------- |
|                  | Hayton (Lafrenière, Cozens) — 6 min 47 s McMichael (Veleno) — 21 min 21 s Bernard-Docker (Drysdale, Cozens) — 23 min 42 s Foudy (Dellandrea, Drysdale) — 29 min 2 s Lafrenière (Addison, Hayton) — 30 min 50 s (SN) Hayton (Addison) — 41 min (SN) - | 1-0 2-0 3-0 4-0 5-0 6-0 6-1 | - Okuliar (Kováčik) — 46 min 10 s | Arbitrage : Sean MacFarlane et Michael Tscherrig Juges de lignes : Jonas Merten et David Obwegeser |
| Hofer            | Gardiens | Hlavaj                      |                                   | Arbitrage : Sean MacFarlane et Michael Tscherrig Juges de lignes : Jonas Merten et David Obwegeser |
| 37 min           | Pénalités | 32 min                      |                                   | Arbitrage : Sean MacFarlane et Michael Tscherrig Juges de lignes : Jonas Merten et David Obwegeser |
| 44               | Tirs | 18                          |                                   | Arbitrage : Sean MacFarlane et Michael Tscherrig Juges de lignes : Jonas Merten et David Obwegeser |

| 2 janvier | États-Unis | 0-1 (0-0, 0-0, 0-1) | Finlande | Werk Arena 4 451 spectateurs |

| Feuille de match | Feuille de match | Feuille de match | Feuille de match                         | Feuille de match                                                                               |
| ---------------- | ---------------- | ---------------- | ---------------------------------------- | ---------------------------------------------------------------------------------------------- |
|                  |                  | 0-1              | Oden (Tanus, Heinola) — 44 min 23 s (SN) | Arbitrage : Ivan Fateev et Andreas Harnebring Juges de lignes : Ludvig Lundgren et Simon Synek |
| Knight           | Gardiens         | Annunen          |                                          | Arbitrage : Ivan Fateev et Andreas Harnebring Juges de lignes : Ludvig Lundgren et Simon Synek |
| 33 min           | Pénalités        | 4 min            |                                          | Arbitrage : Ivan Fateev et Andreas Harnebring Juges de lignes : Ludvig Lundgren et Simon Synek |
| 30               | Tirs             | 29               |                                          | Arbitrage : Ivan Fateev et Andreas Harnebring Juges de lignes : Ludvig Lundgren et Simon Synek |

| 2 janvier | Suède | 5-0 (2-0, 1-0, 2-0) | Tchéquie | Ostravar Aréna 8 693 spectateurs |

| Feuille de match | Feuille de match | Feuille de match    | Feuille de match | Feuille de match                                                                               |
| ---------------- | --- | ------------------- | ---------------- | ---------------------------------------------------------------------------------------------- |
|                  | Höglander (Fagemo, Sandin) — 13 min 8 s (SN) H. Gustafsson — 15 min 9 s (IN) Höglander (Sandin, Fagemo) — 20 min 45 s Söderström — 44 min 4 s (TP) D. Gustafsson (Höglander, Lundkvist) — 50 min 44 s (SN) | 1-0 2-0 3-0 4-0 5-0 |                  | Arbitrage : Fraser Lawrence et Sergey Morozov Juges de lignes : Chad Huseby et Nikita Shalagin |
| Alnefelt         | Gardiens | Dostál              |                  | Arbitrage : Fraser Lawrence et Sergey Morozov Juges de lignes : Chad Huseby et Nikita Shalagin |
| 2 min            | Pénalités | 35 min              |                  | Arbitrage : Fraser Lawrence et Sergey Morozov Juges de lignes : Chad Huseby et Nikita Shalagin |
| 37               | Tirs | 23                  |                  | Arbitrage : Fraser Lawrence et Sergey Morozov Juges de lignes : Chad Huseby et Nikita Shalagin |

#### Demi-finales
| 4 janvier | Suède | 4-5 (pr) (2-3, 1-0, 1-1, 0-1) | Russie | Ostravar Aréna 8 693 spectateurs |

| Feuille de match | Feuille de match | Feuille de match                            | Feuille de match | Feuille de match                                                                                  |
| ---------------- | --- | ------------------------------------------- | --- | ------------------------------------------------------------------------------------------------- |
|                  | Sandin (D. Gustafsson) — 16 s - Fagemo (Lundkvist, Sandin) — 14 min 54 s (SN) Sandin (Fagemo, Nässén) — 31 min 2 s (SN) Lundkvist (Sandin, Nässén) — 44 min 25 s (SN) - | 1-0 1-1 1-2 1-3 2-3 3-3 4-3 4-4 4-5         | - Morozov (Podkolzine, Dorofeïev) — 3 min 4 s (SN) Khovanov (Aleksandrov, Denissenko) — 5 min 40 s (SN) Sokolov — 12 min 5 s - Sokolov (Khovanov) — 48 min 35 s Morozov (Podkolzine, Voronkov) — 63 min 24 s | Arbitrage : Fraser Lawrence et Kristian Vikman Juges de lignes : Markus Hagerstrom et Chad Huseby |
| Alnefelt         | Gardiens | Askarov (44 min 25 s) Mifthakov (18 min 59) | | Arbitrage : Fraser Lawrence et Kristian Vikman Juges de lignes : Markus Hagerstrom et Chad Huseby |
| 35 min           | Pénalités | 18 min                                      | | Arbitrage : Fraser Lawrence et Kristian Vikman Juges de lignes : Markus Hagerstrom et Chad Huseby |
| 25               | Tirs | 44                                          | | Arbitrage : Fraser Lawrence et Kristian Vikman Juges de lignes : Markus Hagerstrom et Chad Huseby |

| 4 janvier | Canada | 5-0 (4-0, 1-0, 0-0) | Finlande | Ostravar Aréna 8 693 spectateurs |

| Feuille de match | Feuille de match | Feuille de match    | Feuille de match | Feuille de match                                                                               |
| ---------------- | --- | ------------------- | ---------------- | ---------------------------------------------------------------------------------------------- |
|                  | McMichael (Dudas) — 1 min 48 s Lafrenière (Foote, Hayton) — 3 min 5 s Drysdale (Lavoie, Byfield) — 3 min 55 s Dellandrea (Dudas, McMichael) — 14 min 49 s Lafrenière (Addison, Hayton) — 37 min 53 s (SN) | 1-0 2-0 3-0 4-0 5-0 |                  | Arbitrage : Sean MacFarlane et Sergey Morozov Juges de lignes : Vit Lederer et David Obwegeser |
| Hofer            | Gardiens | Annunen             |                  | Arbitrage : Sean MacFarlane et Sergey Morozov Juges de lignes : Vit Lederer et David Obwegeser |
| 4 min            | Pénalités | 14 min              |                  | Arbitrage : Sean MacFarlane et Sergey Morozov Juges de lignes : Vit Lederer et David Obwegeser |
| 39               | Tirs | 32                  |                  | Arbitrage : Sean MacFarlane et Sergey Morozov Juges de lignes : Vit Lederer et David Obwegeser |

#### Match pour la troisième place
| 5 janvier | Suède | 3-2 (1-2, 2-0, 0-0) | Finlande | Ostravar Aréna 7 954 spectateurs |

| Feuille de match | Feuille de match | Feuille de match    | Feuille de match                                                | Feuille de match                                                                                 |
| ---------------- | --- | ------------------- | --------------------------------------------------------------- | ------------------------------------------------------------------------------------------------ |
|                  | - Sandin (Lundkvist, Fagemo) — 12 min 8 s (SN) - Fagemo (Höglander, Ginning) — 30 min 34 s Öberg (Nässén) — 33 min 19 s | 0-1 1-1 1-2 2-2 3-2 | Puistola (Nousiainen, Tanus) — 8 min 22 s - Maccelli — 19 min - | Arbitrage : Michael Campbell et Fraser Lawrence Juges de lignes : Chad Huseby et Nikita Shalagin |
| Alnefelt         | Gardiens | Annunen             |                                                                 | Arbitrage : Michael Campbell et Fraser Lawrence Juges de lignes : Chad Huseby et Nikita Shalagin |
| 10 min           | Pénalités | 16 min              |                                                                 | Arbitrage : Michael Campbell et Fraser Lawrence Juges de lignes : Chad Huseby et Nikita Shalagin |
| 26               | Tirs | 34                  |                                                                 | Arbitrage : Michael Campbell et Fraser Lawrence Juges de lignes : Chad Huseby et Nikita Shalagin |

#### Finale
| 5 janvier | Canada | 4-3 (0-0, 1-2, 3-1) | Russie | Ostravar Aréna 8 693 spectateurs |

| Feuille de match | Feuille de match | Feuille de match            | Feuille de match | Feuille de match                                                                                |
| ---------------- | --- | --------------------------- | --- | ----------------------------------------------------------------------------------------------- |
|                  | - Cozens (Veleno, Lafrenière) — 31 min 1 s (SN) - McMichael (Addison, Byram) — 49 min 20 s Hayton (Addison, Lafrenière) — 51 min 21 s (SN) Thomas (McMichael, Addison) — 56 min 20 s | 0-1 1-1 1-2 1-3 2-3 3-3 4-3 | Aleksandrov (Zamoula, Denissenko) — 29 min 37 s (SN) - Denissenko (Romanov, Sokolov) — 34 min 46 s Sorkine (Krouglov, Rtichtchev) — 48 min 46 s - | Arbitrage : Lassi Heikkinen et Kristian Vikman Juges de lignes : Ludvig Lundgren et Simon Synek |
| Hofer            | Gardiens | Mifthakov                   | | Arbitrage : Lassi Heikkinen et Kristian Vikman Juges de lignes : Ludvig Lundgren et Simon Synek |
| 12 min           | Pénalités | 16 min                      | | Arbitrage : Lassi Heikkinen et Kristian Vikman Juges de lignes : Ludvig Lundgren et Simon Synek |
| 30               | Tirs | 38                          | | Arbitrage : Lassi Heikkinen et Kristian Vikman Juges de lignes : Ludvig Lundgren et Simon Synek |

### Classement final
Pour les significations des abréviations, voir statistiques du hockey sur glace.
| Place              | Équipe     | Résultat final             |
| ------------------ | ---------- | -------------------------- |
| Médaille d'or      | Canada     | Champion du monde          |
| Médaille d'argent  | Russie     | Vice-champion du monde     |
| Médaille de bronze | Suède      | Troisième place            |
| 4                  | Finlande   | Quatrième place            |
| 5                  | Suisse     | Éliminé en quart de finale |
| 6                  | États-Unis | Éliminé en quart de finale |
| 7                  | Tchéquie   | Éliminé en quart de finale |
| 8                  | Slovaquie  | Éliminé en quart de finale |
| 9                  | Allemagne  |                            |
| 10                 | Kazakhstan | Relégué en Division IA     |

### Récompenses individuelles
| Équipe-type des médias.                                        |
| Lafrenière Fagemo Hayton Romanov Sandin Hofer MVP : Lafrenière |
| Lafrenière Fagemo Hayton Romanov Sandin Hofer MVP : Lafrenière |

Meilleurs joueurs IIHF :
- Meilleur gardien : Joel Hofer (Canada)
- Meilleur défenseur : Rasmus Sandin (Suède)
- Meilleur attaquant : Alexis Lafrenière (Canada)

### Statistiques individuelles
Pour les significations des abréviations, voir statistiques du hockey sur glace.
| Clt | Joueur             | Équipe     | PJ | B | A | Pts | Pun | +/- |
| --- | ------------------ | ---------- | -- | - | - | --- | --- | --- |
| 1   | Samuel Fagemo      | Suède      | 7  | 8 | 5 | 13  | 6   | +3  |
| 2   | Barrett Hayton     | Canada     | 7  | 6 | 6 | 12  | 6   | +1  |
| 3   | Nils Höglander     | Suède      | 7  | 5 | 6 | 11  | 27  | +6  |
| 4   | Alexis Lafrenière  | Canada     | 5  | 4 | 6 | 10  | 4   | +3  |
| 5   | Rasmus Sandin      | Suède      | 7  | 3 | 7 | 10  | 6   | +3  |
| 6   | Grigori Denissenko | Russie     | 7  | 3 | 6 | 9   | 8   | +4  |
| 7   | Dylan Cozens       | Canada     | 7  | 2 | 7 | 9   | 4   | +6  |
| 7   | Kristian Tanus     | Finlande   | 7  | 2 | 7 | 9   | 0   | +4  |
| 9   | Calen Addison      | Canada     | 7  | 1 | 8 | 9   | 0   | +4  |
| 10  | Trevor Zegras      | États-Unis | 5  | 0 | 9 | 9   | 4   | +6  |

| Clt | Joueur           | Équipe     | PJ | Min          | BC | Moy  | %Arr  | Bl |
| --- | ---------------- | ---------- | -- | ------------ | -- | ---- | ----- | -- |
| 1   | Joel Hofer       | Canada     | 6  | 337 min 42 s | 9  | 1,60 | 93,92 | 1  |
| 2   | Hugo Alnefelt    | Suède      | 6  | 368 min 19 s | 13 | 2,12 | 92,40 | 1  |
| 3   | Amir Miftakhov   | Russie     | 5  | 197 min 50 s | 7  | 2,12 | 91,86 | 1  |
| 4   | Justus Annunen   | Finlande   | 6  | 362 min 1 s  | 16 | 2,65 | 91,58 | 1  |
| 5   | Spencer Knight   | États-Unis | 4  | 241 min 26 s | 10 | 2,49 | 91,30 | 0  |
| 6   | Hendrik Hane     | Allemagne  | 6  | 337 min 38 s | 14 | 2,49 | 90,79 | 2  |
| 7   | Vladislav Nourek | Kazakhstan | 6  | 359 min 34 s | 24 | 4,00 | 88,63 | 0  |
| 8   | Luca Hollenstein | Suisse     | 4  | 207 min 37 s | 12 | 3,47 | 88,12 | 0  |
| 9   | Lukáš Dostál     | Tchéquie   | 3  | 178 min 31 s | 12 | 4,03 | 87,76 | 0  |
| 10  | Iaroslav Askarov | Russie     | 5  | 221 min      | 10 | 2,71 | 87,65 | 0  |
| 11  | Samuel Hlavaj    | Slovaquie  | 5  | 200 min 58 s | 18 | 5,37 | 85,12 | 0  |

## Autres Divisions

### Division IA
La compétition se déroule du 9 au 15 décembre 2019 à la Tchyjowka-Arena de Minsk en Biélorussie.
Légende :
- promu en Division Élite en 2021
- relégué en Division IB en 2021
- P : Prolongations
- F : Tirs de fusillade

Pour les significations des abréviations, voir statistiques du hockey sur glace.
| Clt   | Équipe       | PJ | V | VP | D | DP | BP | BC | Diff | Pts |
| ----- | ------------ | -- | - | -- | - | -- | -- | -- | ---- | --- |
| +001, | Autriche     | 5  | 4 | 0  | 1 | 0  | 18 | 10 | +8   | 12  |
| +002, | Lettonie     | 5  | 3 | 1  | 1 | 0  | 18 | 5  | +13  | 11  |
| +003, | Biélorussie  | 5  | 3 | 0  | 0 | 2  | 19 | 12 | +7   | 11  |
| +004, | Norvège      | 5  | 1 | 2  | 2 | 0  | 12 | 11 | +1   | 7   |
| +005, | Danemark (R) | 5  | 0 | 1  | 3 | 1  | 6  | 16 | -10  | 3   |
| +006, | Slovénie (P) | 5  | 0 | 0  | 4 | 1  | 6  | 25 | -19  | 1   |

| 9 décembre  | Norvège     | 6   | 2   | Slovénie    |
| 9 décembre  | Danemark    | 0   | 3   | Lettonie    |
| 9 décembre  | Biélorussie | 4   | 3   | Autriche    |
| 10 décembre | Slovénie    | 1   | 2 P | Danemark    |
| 10 décembre | Autriche    | 5   | 2   | Norvège     |
| 10 décembre | Lettonie    | 3 P | 2   | Biélorussie |
| 12 décembre | Slovénie    | 1   | 9   | Lettonie    |
| 12 décembre | Danemark    | 2   | 4   | Autriche    |
| 12 décembre | Biélorussie | 2   | 3 P | Norvège     |
| 13 décembre | Lettonie    | 1   | 2   | Autriche    |
| 13 décembre | Norvège     | 1 F | 0   | Danemark    |
| 13 décembre | Biélorussie | 4   | 1   | Slovénie    |
| 15 décembre | Autriche    | 4   | 1   | Slovénie    |
| 15 décembre | Norvège     | 0   | 2   | Lettonie    |
| 15 décembre | Danemark    | 2   | 7   | Biélorussie |

### Division IB
La compétition se déroule du 12 au 18 décembre 2019 au Palais des sports de Kiev en Ukraine.
Légende :
- promu en Division IA en 2021
- relégué en Division IIA en 2021
- F : Tirs de fusillade

Pour les significations des abréviations, voir statistiques du hockey sur glace.
| Clt   | Équipe      | PJ | V | VP | D | DP | BP | BC | Diff | Pts |
| ----- | ----------- | -- | - | -- | - | -- | -- | -- | ---- | --- |
| +001, | Hongrie     | 5  | 5 | 0  | 0 | 0  | 29 | 16 | +13  | 15  |
| +002, | France (R)  | 5  | 4 | 0  | 1 | 0  | 22 | 7  | +15  | 12  |
| +003, | Ukraine     | 5  | 2 | 1  | 2 | 0  | 14 | 12 | +2   | 8   |
| +004, | Pologne     | 5  | 2 | 0  | 3 | 0  | 29 | 26 | +3   | 6   |
| +005, | Estonie (P) | 5  | 1 | 0  | 4 | 0  | 14 | 27 | -13  | 3   |
| +006, | Italie      | 5  | 0 | 0  | 4 | 1  | 13 | 33 | -20  | 1   |

| 12 décembre | Italie  | 3 | 15  | Pologne |
| 12 décembre | Estonie | 1 | 6   | France  |
| 12 décembre | Ukraine | 1 | 5   | Hongrie |
| 14 décembre | Hongrie | 4 | 2   | Estonie |
| 14 décembre | France  | 4 | 1   | Italie  |
| 14 décembre | Pologne | 0 | 3   | Ukraine |
| 15 décembre | Estonie | 5 | 4   | Italie  |
| 15 décembre | Pologne | 7 | 10  | Hongrie |
| 15 décembre | France  | 3 | 1   | Ukraine |
| 17 décembre | Hongrie | 3 | 2   | France  |
| 17 décembre | POlogne | 6 | 3   | Estonie |
| 17 décembre | Italie  | 1 | 2 F | Ukraine |
| 18 décembre | France  | 7 | 1   | Pologne |
| 18 décembre | Hongrie | 7 | 4   | Italie  |
| 18 décembre | Ukraine | 7 | 3   | Estonie |

### Division IIA
La compétition se déroule du 6 au 12 janvier 2020 à Vilnius en Lituanie.
Légende :
- promu en Division IB en 2021
- relégué en Division IIB en 2021
- F : Tirs de fusillade

Pour les significations des abréviations, voir statistiques du hockey sur glace.
| Clt   | Équipe          | PJ | V | VP | D | DP | BP | BC | Diff | Pts |
| ----- | --------------- | -- | - | -- | - | -- | -- | -- | ---- | --- |
| +001, | Japon (R)       | 5  | 5 | 0  | 0 | 0  | 37 | 7  | +30  | 15  |
| +002, | Grande-Bretagne | 5  | 3 | 1  | 1 | 0  | 23 | 17 | +6   | 11  |
| +003, | Lituanie        | 5  | 3 | 0  | 2 | 0  | 20 | 17 | +3   | 9   |
| +004, | Roumanie        | 5  | 2 | 0  | 3 | 0  | 15 | 24 | -9   | 6   |
| +005, | Espagne         | 5  | 1 | 0  | 3 | 1  | 8  | 23 | -15  | 4   |
| +006, | Serbie (P)      | 5  | 0 | 0  | 5 | 0  | 11 | 26 | -15  | 0   |

| 6 janvier  | Grande-Bretagne | 3 | 6   | Japon           |
| 6 janvier  | Serbie          | 3 | 5   | Roumanie        |
| 6 janvier  | Lituanie        | 5 | 1   | Espagne         |
| 7 janvier  | Japon           | 8 | 0   | Roumanie        |
| 7 janvier  | Espagne         | 3 | 2   | Serbie          |
| 7 janvier  | Lituanie        | 3 | 6   | Grande-Bretagne |
| 9 janvier  | Japon           | 8 | 0   | Espagne         |
| 9 janvier  | Grande-Bretagne | 5 | 3   | Roumanie        |
| 9 janvier  | Lituanie        | 3 | 2   | Serbie          |
| 10 janvier | Espagne         | 3 | 4 F | Grande-Bretagne |
| 10 janvier | Serbie          | 2 | 10  | Japon           |
| 10 janvier | Roumanie        | 3 | 7   | Lituanie        |
| 12 janvier | Grande-Bretagne | 5 | 2   | Serbie          |
| 12 janvier | Roumanie        | 4 | 1   | Espagne         |
| 12 janvier | Japon           | 5 | 2   | Lituanie        |

### Division IIB
La compétition se déroule du 28 janvier au 3 février 2020 à Gangneung en Corée du Sud.
Légende :
- promu en Division IIB en 2021
- relégué en Division III en 2021

Pour les significations des abréviations, voir statistiques du hockey sur glace.
| Clt   | Équipe           | PJ | V | VP | D | DP | BP | BC | Diff | Pts |
| ----- | ---------------- | -- | - | -- | - | -- | -- | -- | ---- | --- |
| +001, | Corée du Sud (R) | 5  | 5 | 0  | 0 | 0  | 20 | 6  | +14  | 15  |
| +002, | Pays-Bas         | 5  | 3 | 0  | 2 | 0  | 30 | 13 | +17  | 9   |
| +003, | Chine (P)        | 5  | 3 | 0  | 2 | 0  | 22 | 10 | +112 | 9   |
| +004, | Croatie          | 5  | 3 | 0  | 2 | 0  | 31 | 17 | +14  | 9   |
| +005, | Belgique         | 5  | 1 | 0  | 4 | 0  | 15 | 25 | -10  | 3   |
| +006, | Israël           | 5  | 0 | 0  | 5 | 0  | 3  | 50 | -47  | 0   |

| 28 janvier  | Croatie      | 16 | 1  | Israël       |
| 28 janvier  | Chine        | 5  | 3  | Belgique     |
| 28 janvier  | Pays-Bas     | 1  | 5  | Corée du Sud |
| 29 janvier  | Israël       | 0  | 12 | Chine        |
| 29 janvier  | Croatie      | 2  | 7  | Pays-Bas     |
| 29 janvier  | Corée du Sud | 5  | 2  | Belgique     |
| 31 janvier  | Pays-Bas     | 6  | 1  | Belgique     |
| 31 janvier  | Croatie      | 3  | 0  | Chine        |
| 31 janvier  | Corée du Sud | 5  | 1  | Israël       |
| 1er février | Belgique     | 5  | 8  | Croatie      |
| 1er février | Chine        | 0  | 1  | Corée du Sud |
| 1er février | Israël       | 0  | 13 | Pays-Bas     |
| 3 février   | Pays-Bas     | 3  | 5  | Chine        |
| 3 février   | Belgique     | 4  | 1  | Israël       |
| 3 février   | Corée du Sud | 4  | 2  | Croatie      |

### Division III
La compétition se déroule à Sofia en Bulgarie du 13 au 19 janvier 2020.

#### Tour préliminaire
Légende :
- Qualifié pour les demi-finales

Pour les significations des abréviations, voir statistiques du hockey sur glace.
| Clt   | Équipe           | PJ | V | VP | D | DP | BP | BC | Diff | Pts |
| ----- | ---------------- | -- | - | -- | - | -- | -- | -- | ---- | --- |
| +001, | Islande          | 3  | 3 | 0  | 0 | 0  | 16 | 9  | +13  | 9   |
| +002, | Mexique (R)      | 3  | 2 | 0  | 1 | 0  | 12 | 7  | +5   | 6   |
| +003, | Bulgarie         | 3  | 1 | 0  | 2 | 0  | 8  | 11 | -3   | 3   |
| +004, | Nouvelle-Zélande | 3  | 0 | 0  | 3 | 0  | 3  | 18 | -15  | 0   |

| 13 janvier | Mexique          | 5 | 0  | Nouvelle-Zélande |
| 13 janvier | Bulgarie         | 3 | 4  | Islande          |
| 14 janvier | Islande          | 5 | 2  | Mexique          |
| 14 janvier | Bulgarie         | 3 | 2  | Nouvelle-Zélande |
| 16 janvier | Nouvelle-Zélande | 1 | 10 | Islande          |
| 16 janvier | Mexique          | 5 | 2  | Bulgarie         |

| Clt   | Équipe         | PJ | V | VP | D | DP | BP | BC | Diff | Pts |
| ----- | -------------- | -- | - | -- | - | -- | -- | -- | ---- | --- |
| +001, | Australie      | 3  | 3 | 0  | 0 | 0  | 14 | 3  | +11  | 9   |
| +002, | Turquie        | 3  | 2 | 0  | 1 | 0  | 11 | 4  | +7   | 6   |
| +003, | Afrique du Sud | 3  | 1 | 0  | 2 | 0  | 7  | 15 | -8   | 3   |
| +004, | Taipei chinois | 3  | 0 | 0  | 3 | 0  | 3  | 13 | -10  | 0   |

| 13 janvier | Turquie        | 3 | 0 | Taipei chinois |
| 13 janvier | Australie      | 6 | 1 | Afrique du Sud |
| 14 janvier | Turquie        | 6 | 1 | Afrique du Sud |
| 14 janvier | Taipei chinois | 0 | 5 | Australie      |
| 16 janvier | Afrique du Sud | 5 | 3 | Taipei chinois |
| 16 janvier | Australie      | 3 | 2 | Turquie        |

#### Places d'honneur
Les matches de classement pour les places d'honneur sont disputés les 18 et 19 janvier 2020.
|  | Matches de classement | Matches de classement |                |   | Cinquième place | Cinquième place |
|  | Matches de classement | Matches de classement |                |   | Cinquième place | Cinquième place |
|  |                       |                       |                |   |                 |                 |
|  | 18 janvier            | 18 janvier            |                |   | 19 janvier      | 19 janvier      |
|  | 18 janvier            | 18 janvier            |                |   | 19 janvier      | 19 janvier      |
|  | Bulgarie              | 8                     |                |   | 19 janvier      | 19 janvier      |
|  | Bulgarie              | 8                     |                |   | 19 janvier      | 19 janvier      |
|  | Taipei chinois        | 1                     |                |   | 19 janvier      | 19 janvier      |
|  | Taipei chinois        | 1                     | Bulgarie       | 6 |                 |                 |
|  | 18 janvier            |                       | Bulgarie       | 6 |                 |                 |
|  |                       | Nouvelle-Zélande      | 1              |   |                 |                 |
|  | Afrique du Sud        | Nouvelle-Zélande      | 1              | 1 |                 |                 |
|  | Afrique du Sud        |                       |                | 1 |                 |                 |
|  | Nouvelle-Zélande      | 2                     |                |   |                 |                 |
|  | Nouvelle-Zélande      | 2                     | Septième place |   |                 |                 |
|  |                       |                       |                |   |                 |                 |
|  | 19 janvier            |                       |                |   |                 |                 |
|  |                       |                       |                |   |                 |                 |
|  | Taipei chinois        | 5 P                   |                |   |                 |                 |
|  | Taipei chinois        | 5 P                   |                |   |                 |                 |
|  | Afrique du Sud        | 4                     |                |   |                 |                 |
|  | Afrique du Sud        | 4                     |                |   |                 |                 |

- P : Prolongations

#### Phase finale
Les matches de la phase finale permettant de déterminer le promu en Division IIB sont disputés les 18 et 19 janvier 2020.
|  | Demi-finales | Demi-finales |                        |   | Finale     | Finale     |
|  | Demi-finales | Demi-finales |                        |   | Finale     | Finale     |
|  |              |              |                        |   |            |            |
|  | 18 janvier   | 18 janvier   |                        |   | 19 janvier | 19 janvier |
|  | 18 janvier   | 18 janvier   |                        |   | 19 janvier | 19 janvier |
|  | Islande      | 5            |                        |   | 19 janvier | 19 janvier |
|  | Islande      | 5            |                        |   | 19 janvier | 19 janvier |
|  | Turquie      | 2            |                        |   | 19 janvier | 19 janvier |
|  | Turquie      | 2            | Islande                | 4 |            |            |
|  | 18 janvier   |              | Islande                | 4 |            |            |
|  |              | Australie    | 1                      |   |            |            |
|  | Australie    | Australie    | 1                      | 8 |            |            |
|  | Australie    |              |                        | 8 |            |            |
|  | Mexique      | 3            |                        |   |            |            |
|  | Mexique      | 3            | Match pour la 3e place |   |            |            |
|  |              |              |                        |   |            |            |
|  | 19 janvier   |              |                        |   |            |            |
|  |              |              |                        |   |            |            |
|  | Turquie      | 4            |                        |   |            |            |
|  | Turquie      | 4            |                        |   |            |            |
|  | Mexique      | 2            |                        |   |            |            |
|  | Mexique      | 2            |                        |   |            |            |

- Promu en Division IIB en 2021